# Cajón de Piedra
Cajón de Piedra är en ort i Mexiko.   Den ligger i kommunen Santo Domingo Tehuantepec och delstaten Oaxaca, i den sydöstra delen av landet, 500 km sydost om huvudstaden Mexico City. Cajón de Piedra ligger 400 meter över havet och antalet invånare är 205.
Terrängen runt Cajón de Piedra är lite bergig. Runt Cajón de Piedra är det ganska glesbefolkat, med 42 invånare per kvadratkilometer. Närmaste större samhälle är Santo Domingo Tehuantepec, 18,5 km öster om Cajón de Piedra. I omgivningarna runt Cajón de Piedra växer huvudsakligen savannskog.